# Paul Gordan

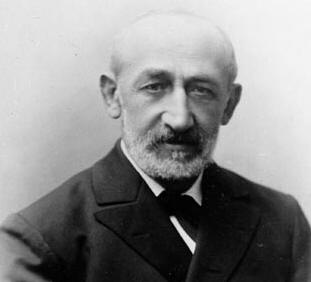
Paul Gordan

Paul Albert Gordan (27 tháng 4 năm 1837 – 21 tháng 12 năm 1912) là một nhà toán học Đức, một sinh viên của Carl Jacobi tại Đại học Königsberg trước khi có được bằng tiến sĩ của mình tại Đại học Breslau (1862), và là một giáo sư tại Đại học Erlangen-Nuremberg.
Ông được biết đến là "vua của lý thuyết bất biến". Kết quả nổi tiếng nhất của ông là vòng bất biến của hình thức nhị phân của độ cố định hữu hạn được tạo ra. Ông và Alfred Clebsch đã đưa ra tên của họ để đặt cho lý thuyết: hệ số Clebsch -Gordan. Gordan cũng phục vụ như là cố vấn luận án cho Emmy Noether.
Một trích dẫn nội dung bài viết nổi tiếng do Gordan về bằng chứng David Hilbert của Vấn đề Gordan do ông đề ra: "Đây không phải là Toán học; Đây là Thần học" Các bằng chứng được đề cập là không xây dựng sự tồn tại của một cơ sở hữu hạn cho bất biến. Nó không phải là rõ ràng nếu Gordan thực sự nói điều này kể từ khi các tài liệu tham khảo sớm nhất để nó là 25 năm sau khi các sự kiện và sau khi ông chết, và cũng không phải là rõ ràng cho dù trích dẫn nội dung bài viết này đã được dự định như là những lời chỉ trích, hoặc khen ngợi, hoặc một trò đùa tinh tế. Gordan khuyến khích Hilbert và sử dụng kết quả và phương pháp của Hilbert, và các câu chuyện phổ biến rộng rãi rằng ông phản đối việc Hilbert của lý thuyết bất biến là 1 huyền thoại (mặc dù ông đã chính xác chỉ ra trong báo cáo 1 của trọng tài mà một số các lý luận trong bài báo của Hilbert là không đầy đủ).
Tuy nhiên sau đó 2 năm ông đã tìm được phương pháp chứng minh khác cũng dựa vạo phương pháp của Hilbert và chíng ông đã nói: Bây giờ tôi đã thấy Thần học vẫn có giá trị
Ông sinh ra tại Breslau, Đức (nay là Wrocław, Ba Lan), và chết ở Erlangen, Đức.